# كاميلا فرهاد
كاميلا فرهاد مواليد 18 يناير 1996 في أذربيجان، هي لاعبة كرة مضرب أذربيجانية تلعب باليد اليمنى. أعلى تصنيف لها في الفردي كان 1141. أعلى تصنيف لها في الزوجي كان 539.

## روابط خارجية
- كاميلا فرهاد على موقع رابطة محترفات التنس (الإنجليزية)
- كاميلا فرهاد على موقع الاتحاد الدولي لكرة المضرب (الإنجليزية)
- كاميلا فرهاد على موقع إي إس بي إن.كوم (الإنجليزية)